# Municipalité de Pueblo Nuevo
La Municipalité de Pueblo Nuevo est une des 39 municipalités qui forment l'état de Durango au nord-ouest du Mexique. Elle est placée à l'ouest et est enclavée dans la Sierra Madre occidentale.
Son chef-lieu est El Salto.
Le nom Pueblo Nuevo a été donné à la suite de l'émigration d'un groupe d'habitants de Real de Minas de San Diego del Rio (aujourd'hui un village fantôme) pour ce nouvel endroit offrant de meilleures conditions de vie.

## Géographie
La municipalité de Pueblo Nuevo se localise au sud-est de l'état dans les zones élevées de la Sierra Mère Occidentale. Les municipalités limitrophes sont San Dimas au nord, Durango au nord-est, Mezquital à l'est, Huajícori de l'état de Nayarit au sud et Mazatlán, Concordia et Rosario de l'état de Sinaloa au sud-ouest.
Son extension territoriale est de 6 178 km2.

### Climat
Le climat est tempéré semifroid avec des zones semi arides et semi froide avec  quelques zones sub-humides semi froides. Les températures maximales sont de 36 °C et minimales de −18 °C. Les précipitations moyennes annuelles sont de 1 300 millimètres par an, surtout aux mois de juin, juillet août et septembre. Les gelées sont entre les mois d'octobre à juin. Durant les mois de décembre et janvier on peut enregistrer de la neige.

## Démographie
Selon le dénombrement réalisé en 2005 par l'Institut National de Statistique et Géographie, la population totale de la municipalité de Pueblo Nuevo est de 47 104 habitants, dont 23 266 sont des hommes et 23 838 sont des femmes.

### Localités
On compte 521 localités dans la municipalité, les principales en 2005 sont :
| Localité                          | Population |
| Total                             | 47 104     |
| El Salto                          | 21 793     |
| La Ciudad                         | 2 560      |
| San Bernardino de Milpillas Chico | 1 092      |
| San Jerónimo                      | 906        |
| La Peña                           | 827        |